# Veltins

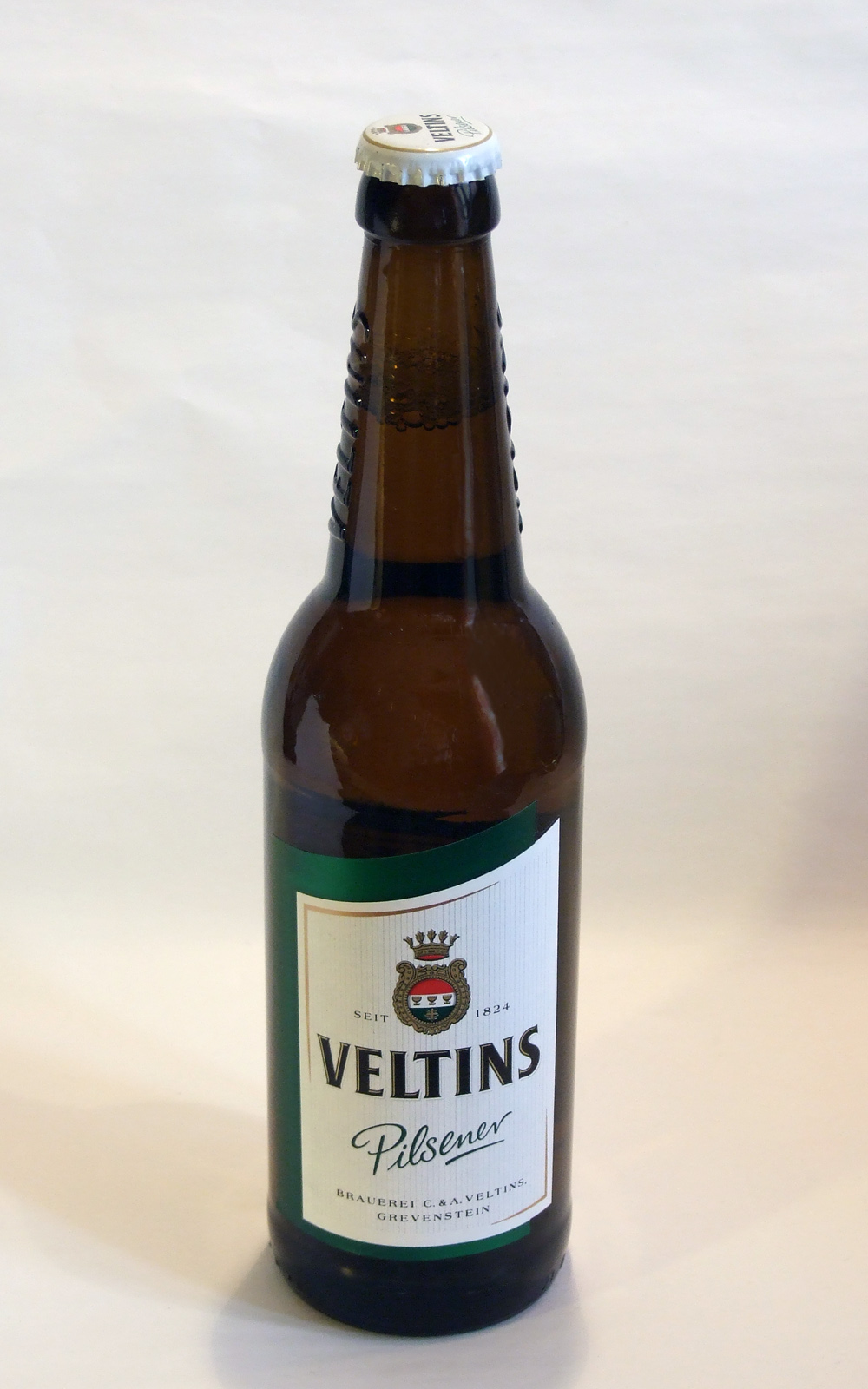
Veltins Pilsner

Veltins, Brauerei C.& A. Veltins GmbH & Co. KG, tyskt bryggeri och ölmärke. Veltins grundades 1824 och ägs idag av Susanne Veltins. Huvudkontoret ligger i Meschede-Grevenstein. Företaget slog rekord under 2006 då man producerade 2,63 miljoner hektoliter. Företaget tillverkar öl under kategorierna Alkoholfrei, Leicht, Malz, Radler  och V+.
Veltins grundades som Gasthausbrauerei Kramer 1824 i Grevenstein. 1852 togs bryggeriet, nu under namnet Grevensteiner Brauerei, över av Clemens Veltins. 1893 togs ledningen av företaget över av tvillingbröderna Carl Veltins och Anton Veltins - därav dagens namn C. & A. Veltins. 1926 beslöt man att enbart tillverka pilsner. 1964 tog Rosemarie Veltins över bryggeriet. Under hennes ledning växte företaget från att vara ett regionalt till ett rikstäckande bryggeri. Antalet anställda steg från 80 i början av 1960-talet till 350 1990.
2001 presenterade företaget serien V+. V+-serien består av olika ölblandningar, bland annat öl mixat med cola. V+-serien är inriktad på en yngre publik och har varit en stor framgång för företaget.
Företaget sponsrar Schalke 04 och har namnrättigheterna till klubbens arena, Veltins-Arena.